# Tossal de Sant Salvador
El Tossal de Sant Salvador és una muntanya de 1.125 metres que es troba al municipi de Coll de Nargó, a la comarca de l'Alt Urgell.